# 광성군 (평안북도)
광성군(廣城郡)은 신의주시 일부와 피현군 삼상리(광복당시 의주군 동린리, 구장리, 사상리)의 이전 행정구역이다. 원래는 신의주와 의주군의 영역이었으나, 1963년에 신의주와 피현군, 룡천군, 의주군의 각 일부로 나뉜 이들 리를 통합하여 신설하였다. 1963년에 삼상리는 피현군으로 환원되고, 신의주시에 재병합되었다.